# Niksen
Niksen ist das niederländische Wort für „Nichtstun“ (siehe Müßiggang) und wird seit 2019 verstärkt als Modewort für einen propagierten entspannten Lebensstil benutzt.
Vergleichbar ist das Niksen mit dem Dolcefarniente (Italien), kalsarikännit (Finnland), Lagom (Schweden) und hygge (Dänemark).
Die ersten Berichte über das Niksen als sogenannte „niederländische Eigenheit“ stammen aus der Vogue und dem Time Magazine vom Juli 2019. Nach weiteren internationalen Berichten folgten auch Artikel in deutschen Medien.